# Кральовани
Кральовани (словац. Kraľovany) — село в окрузі Дольни Кубін Жилінського краю Словаччини. Площа села 18,81 км². Станом на 31 грудня 2015 року в селі проживало 442 жителів.

## Історія
Перші згадки про село датуються 1363 і 1365 роками.

## Географія
Протікає річка Бистрічка.

## Населення
| Рік:            | 1994. | 2004.   | 2014.   | 2024.   |
| --------------- | ----- | ------- | ------- | ------- |
| Кількість осіб: | 478   | 465     | 443     | 430     |
| Різниця:        |       | -2,71 % | -4,73 % | -2,93 % |

| Рік:            | 2023. | 2024.   |
| --------------- | ----- | ------- |
| Кількість осіб: | 429   | 430     |
| Різниця:        |       | +0,23 % |